# Hector (Micronique)
Pour les articles homonymes, voir Hector (homonymie).
Le Hector est un micro-ordinateur de la marque Hector créé par la société française Micronique et sorti en 1981.
Il est doté d'un processeur 8 bits Z80. Sa ROM est de 16 ko  et il est doté de 16 ko de RAM.